# Silvia Neid

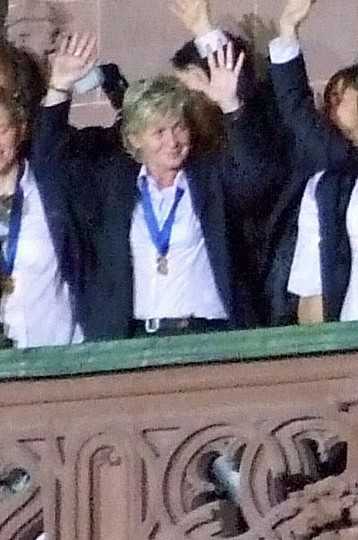
Neid auf dem Balkon des Frankfurter Römers nach dem Gewinn der WM 2007

Silvia Neid (* 2. Mai 1964 in Walldürn) ist eine ehemalige deutsche Fußballspielerin, Nationalspielerin und Fußballtrainerin. Von Juli 2005 bis August 2016 war sie Bundestrainerin der Nationalmannschaft der Frauen. Sie war an allen acht EM-Titeln der Nationalmannschaft als Spielerin, Co-Trainerin oder Bundestrainerin beteiligt. Zusammen mit Sarina Wiegman ist sie die einzige Trainerin, die mehr als zweimal als FIFA-Welttrainerin des Jahres ausgezeichnet wurde. Sie erhielt die Auszeichnung 2010, 2013 und 2016.
Neid ist Kuratoriumsmitglied der Egidius-Braun-Stiftung.

## Spielerin

### Vereinskarriere
Neid begann im Alter von fünf Jahren mit dem Fußballspielen. Als 11-Jährige spielte sie mit den Fußballfrauen des SV Schlierstadt, aus dem 1981 der SC Klinge Seckach hervorging. 1983 wechselte sie zum damaligen deutschen Rekordmeister SSG 09 Bergisch Gladbach, mit dem sie 1984 die deutsche Meisterschaft und den Pokal gewann. Ab 1985 spielte sie für den TSV Siegen und arbeitete nebenbei im Blumenhandel ihres Vereinstrainers Gerd Neuser. Mit Siegen gewann sie sechsmal die deutsche Meisterschaft (1987, 1990, 1991, 1992, 1994, 1996) und fünfmal den DFB-Pokal (1986, 1987, 1988, 1989, 1993). Mit diesen fünf Pokalsiegen war Siegen bis 1996 alleiniger Rekord-Pokalsieger. Als 1994 Gerd Neuser als Trainer abgelöst wurde, wollte Silvia Neid zum Bundesligisten SG Praunheim wechseln, doch der Klub verhinderte den Wechsel und Neid blieb in Siegen. Auch ein Wechsel nach Japan kam nicht zustande, da Bundestrainer Gero Bisanz keine in Japan spielenden Spielerinnen in der Nationalmannschaft einsetzen wollte.

### Nationalmannschaftskarriere
Beim ersten Länderspiel der bundesdeutschen Frauen-Nationalmannschaft am 10. November 1982 gegen die Schweiz (5:1) wurde Neid als zweitjüngste Spielerin in der 41. Minute eingewechselt und schoss eine Minute später das 3:0. Als einzige Spielerin wurde sie auch in den nächsten 12 Spielen eingesetzt und wurde so am 23. August 1984 Rekordnationalspielerin. Im nächsten Spiel wurde sie erstmals nicht eingesetzt, so dass die Torhüterin Marion Isbert mit ihr gleichziehen konnte. Im 15. Spiel der Nationalmannschaft wurde sie wieder eingesetzt und mit ihrem 18. Spiel wurde sie erneut alleinige Rekordhalterin. Den Rekord baute sie bis zum 25. Juli 1996 auf 111 Spiele aus und hielt ihn damit bis zum 11. Oktober 1998, ehe sie von Martina Voss übertroffen wurde.
Am 6. September 1987 gelangen Neid als erster deutscher Spielerin beim 3:2-Sieg gegen Island drei Tore in einem Länderspiel. Insgesamt gelang es ihr dreimal, in Länderspielen drei Tore zu erzielen und mit 48 Länderspieltoren liegt sie auf dem achten Platz der erfolgreichsten Torschützinnen.
In ihrem zwölften Spiel übernahm Neid erstmals für die ausgewechselte Spielführerin Rike Koekkoek die Kapitänsbinde und ebenso in ihrem 23. und 30. Spiel. In ihrem 32. Spiel am 2. April 1988 führte sie erstmals die Mannschaft als Spielführerin auf das Feld, insgesamt trug sie 79-mal von Beginn an die Kapitänsbinde. Sie war auch die Spielführerin der Startelf beim ersten EM-Titelgewinn 1989 und des ersten WM-Spiels der deutschen Frauen am 17. November 1991. Sie wurde aber in der 37. Minute ausgewechselt, nachdem sie in der 17. Minute das erste WM-Tor für die deutsche Mannschaft geschossen hatte. In den weiteren WM-Spielen kam sie nicht mehr zum Einsatz, da sie sich einen Sehnenriss in der Kniekehle zugezogen hatte. Ihre Rolle als Spielführerin übernahm dann Marion Isbert. Aufgrund der Verletzung musste Silvia Neid neun Monate lang pausieren, erst im September 1992 kam sie beim 7:0-Sieg gegen Frankreich wieder zum Einsatz und schoss drei Tore.
Bei der WM 1995 war sie in allen Spielen Spielführerin, sodass sie bis zum 26. Juni 2011 mit sieben Einsätzen als Spielführerin bei WM-Spielen alleinige WM-Rekordspielführerin war. Erst dann wurde der Rekord von Birgit Prinz eingestellt.
Bei den Olympischen Spielen in Atlanta, bei denen zum ersten Mal ein Frauenfußballturnier auf dem Programm stand, beendete sie ihre Nationalmannschaftskarriere. Ihr letztes und 111. Länderspiel war das Gruppenspiel gegen Brasilien, das mit 1:1 endete und womit Deutschland den Einzug ins Halbfinale verpasste.
Gemessen an ihren Erfolgen ist sie gemeinsam mit Birgit Prinz, Doris Fitschen und Martina Voss die erfolgreichste deutsche Spielerin. So gewann sie mit dem TSV Siegen und der SSG 09 Bergisch Gladbach sieben deutsche Meisterschaften und sechs DFB-Pokalsiege. Außerdem wurde sie mit der deutschen Nationalmannschaft 1989, 1991 und 1995 Europameisterin und 1995 auch Vize-Weltmeisterin. Lediglich die ganz großen Erfolge, wie der Gewinn der Weltmeisterschaft oder der Goldmedaille bei den Olympischen Spielen waren ihr als Spielerin nicht vergönnt. Im Mai 1988 wurde ihr Tor im Spiel gegen den FC Bayern München zum Tor des Monats gekürt.

## Trainerin

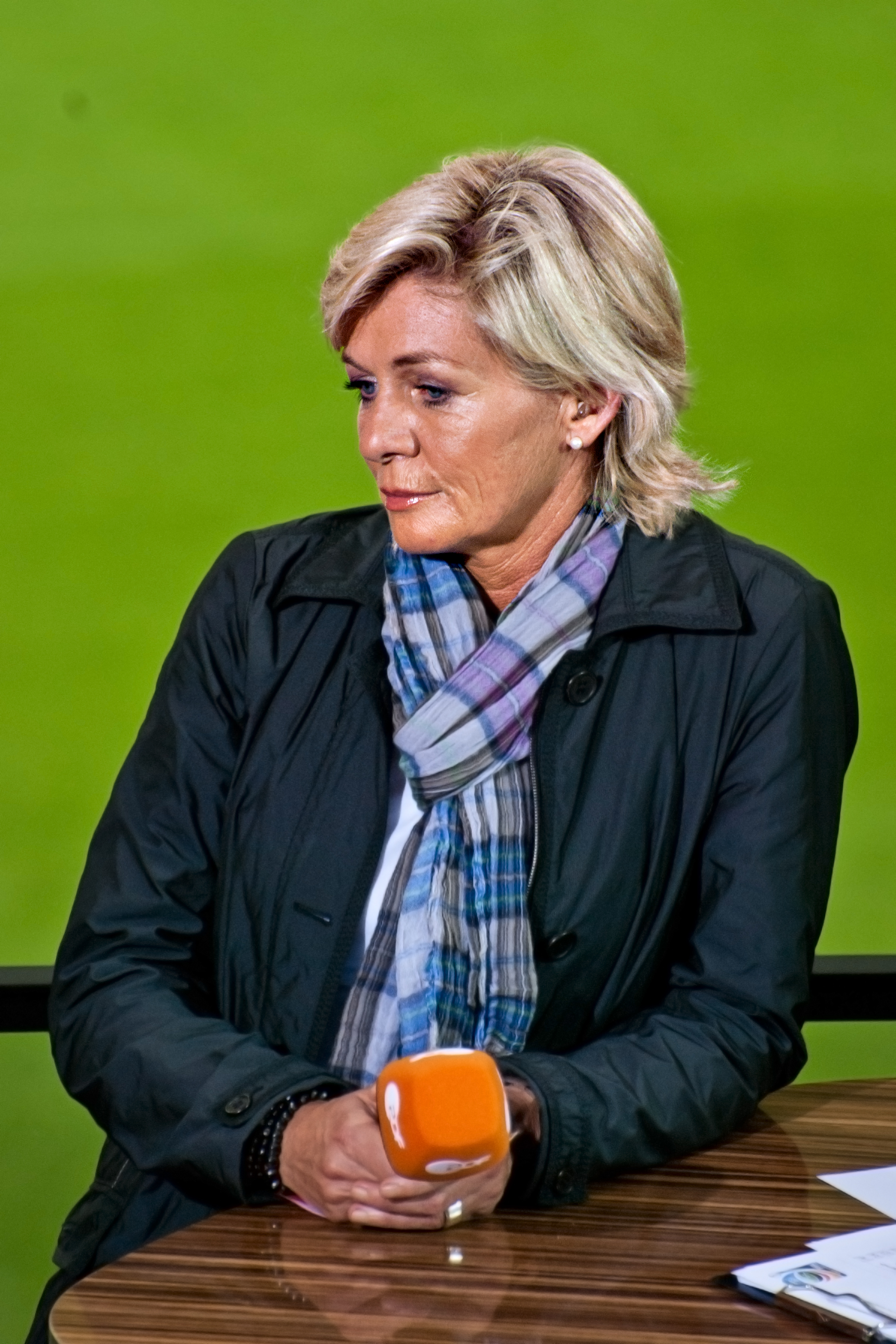
Neid 2011 nach dem WM-Aus für Deutschland

Als DFB-Trainerin war Neid zunächst für den Nachwuchs verantwortlich und gewann 2004 mit ihrer Mannschaft die Juniorenweltmeisterschaft sowie 2000, 2001 und 2002 die Junioreneuropameisterschaft. Darüber hinaus war sie neun Jahre lang Assistentin der Bundestrainerin Tina Theune-Meyer, unter deren Führung die Nationalmannschaft ebenfalls einmal Weltmeister und drei Mal in Folge Europameister wurde.
Am 1. Juli 2005 übernahm Neid von Theune-Meyer das Bundestraineramt und führte die DFB-Auswahl im Jahr darauf zu ihrem ersten Sieg beim Algarve-Cup. 2007 gelang Neid bei ihrem WM-Debüt als Cheftrainerin auf Anhieb der Gewinn der Weltmeisterschaft, was in der Geschichte des DFB bislang einmalig ist. Im Jahr darauf holte Neid bei den Olympischen Spielen in Peking mit der Mannschaft die Bronzemedaille. 2009 folgte ihr erster Europameistertitel als Cheftrainerin, 2013 ihr zweiter, womit sie an allen bisherigen acht deutschen EM-Titeln als Spielerin bzw. Trainerin direkt beteiligt war.
Ende 2007 wurde Neid von Bundespräsident Horst Köhler mit dem Bundesverdienstkreuz am Bande und dem Silbernen Lorbeerblatt ausgezeichnet.
Am 10. Januar 2011 wurde Neid von der FIFA zur ersten Welt-Trainerin des Jahres gekürt, im Juni 2011 verlängerte der DFB ihren Vertrag bis 2016. Nach dem frühen Ausscheiden der gastgebenden deutschen Mannschaft bei der Weltmeisterschaft 2011 geriet Neid in die Kritik.
2013 konnte sie mit dem jüngsten Kader aller EM-Teilnehmer den Europameistertitel verteidigen, wobei in der Vorrunde gegen Norwegen erstmals nach 20 Jahren wieder ein EM-Endrundenspiel verloren wurde, wodurch sie erneut in die Kritik geriet.
Am 19. Juni 2014 kam die Mannschaft beim 2:1 gegen Kanada zum 100. Sieg unter ihrer Leitung. Sie ist die erste Bundestrainerin, der dies gelang.
Am 30. März 2015 gab der DFB bekannt, dass sie 2016 die Tätigkeit als Bundestrainerin beenden und Leiterin der neuen Scoutingabteilung Frauen- und Mädchenfußball im DFB werden soll. Nach der Weltmeisterschaft 2015, bei der die Mannschaft im Halbfinale gegen den Mitfavoriten aus den Vereinigten Staaten ausschied und den vierten Platz belegte, wurde ihre geplante Nachfolgerin Steffi Jones bis zum olympischen Fußballturnier 2016 als Assistentin in ihr Trainerteam aufgenommen.
Das olympische Fußballturnier war Neids letztes Turnier als Trainerin der Nationalmannschaft, sie gewann es durch den 2:1-Sieg gegen Schweden.
In einem ausführlichen Gespräch mit dem Sportjournalisten Frank Hellmann äußerte sie sich über den harten Kampf um Gleichberechtigung im Fußball und um Diskriminierungen, die sie erlebte.

## Privates
Nach dem Realschulabschluss erlernte Neid den Beruf der Fleischereifachverkäuferin. In Siegen arbeitete sie eine Weile als Auslieferungsfahrerin im Blumenhandel ihres langjährigen Vereinstrainers und organisierte später dort den Ein- und Verkauf, nachdem sie eine Ausbildung zur Großhandelskauffrau absolviert hatte. Einige Monate war sie auch bei der Siegener AOK tätig.
Über ihr Privatleben hält sich Neid bedeckt. Einem Pressebericht zufolge ist sie alleinstehend.
Zusammen mit der Nationalspielerin Birgit Prinz wurde Neid im Februar 2011 eine Barbie-Puppe des Spielzeug-Herstellers Mattel gewidmet.

## Erfolge als Spielerin
- Vizeweltmeisterin 1995
- Europameisterin 1989, 1991 und 1995
- Deutsche Meisterin (7): 1984 (SSG 09 Bergisch Gladbach), 1987, 1990, 1991, 1992, 1994, 1996 (TSV Siegen)
- DFB-Pokal-Siegerin (6): 1984 (SSG 09 Bergisch Gladbach), 1986, 1987, 1988, 1989, 1993 (TSV Siegen)

## Erfolge als Trainerin
- Weltmeisterin 2007 (sowie 2003 als Co-Trainerin)
- Europameisterin 2009, 2013 (sowie 1997, 2001, 2005 als Co-Trainerin)
- Olympische Goldmedaille 2016
- Olympische Bronzemedaille 2008 (sowie 2000, 2004 als Co-Trainerin)
- Algarve-Cup-Siegerin 2006, 2012, 2014
- U-19-Weltmeisterin 2004
- U-18-/U-19-Europameisterin 2000, 2001, 2002
- U-19-Vizeeuropameisterin 2004

## Auszeichnungen
- Silbernes Lorbeerblatt
- Mitglied der Mannschaft des Jahres 2003 und 2009 bei der Wahl zum Sportler des Jahres
- Mai 1988 Tor des Monats
- 2008 Bundesverdienstkreuz am Bande
- 2010 FIFA-Welttrainerin des Jahres
- 2011 Verdienstorden des Landes Nordrhein-Westfalen[17]
- 2013 Verdienstorden des Landes Baden-Württemberg
- 2013 FIFA-Welttrainerin des Jahres
- 2013 DOSB-Trainerin des Jahres[18]
- 2016 Georg-Scheu-Plakette[19]
- 2016 FIFA-Welttrainerin des Jahres
- 2018 Aufnahme in Mexikos „Football Hall of Fame“[20]
- 2019: Aufnahme in die Hall of Fame des deutschen Fußballs
- 2020: Walther-Bensemann-Preis für ihr Lebenswerk[21]
- 2021: Aufnahme in die Hall of Fame des deutschen Sports
- 2021: Überreichung der goldenen Sportpyramide durch die Stiftung Deutsche Sporthilfe